# Josep Canaleta i Cuadras
Josep Canaleta i Cuadras (Vic,1875 - Barcelone,1950) est un architecte catalan.
Il obtint son titre d'architecte en 1902, fut un disciple d'Antoni Gaudí, avec qui il collabora jusqu'en 1914 à la Sagrada Família, la Casa Milà et la crypte de la Colonie Güell. Canaleta évolua depuis le modernisme vers le noucentisme réalisant divers projets à  Barcelone, Vic, Cornellà et Castelldefels. 
On lui doit entre autres la construction du Théâtre de la Coopérative de Roda de Ter (1915), les abattoirs Municipaux et le marché de Viladecans (1933). Il fut architecte municipal de Gavà, où il construisit l'église paroissiale.